# Messier 76
Messier 76 (abreviat M76, cunoscut și ca NGC 650, dar și NGC 651), denumit și „Mica nebuloasă a Halterei” este o nebuloasă planetară localizată în constelația Perseu. Nebuloasa este una dintre cele mai studiate din categoria sa și face parte dintre cele 4 nebuloase planetare incluse în Catalogul Messier.

## Istoric

### Descoperire
Descoperirea acestei nebuloase a fost făcută de către astronomul francez Pierre Méchain, pe data de 5 septembrie 1780, acesta raportându-i descoperirea sa prietenului și colaboratorului său, Charles Messier.  La rândul său, Messier a studiat-o pe data de 21 octombrie, mai apoi incluzând-o în catalogul său, cu descrierea:
„Nebuloasă aflată la piciorul drept al Andromedei, observată de M. Méchain pe 5 septembrie 1780, iar acesta susține: «Această nebuloasă nu conține nicio stea; ea este mică și vagă.» Pe 21 octombrie, M. Messier a căutat-o utilizându-și telescopul acromatic, și i s-a părut că era compusă din nimic altceva decât stele mici, conținând nebulozitate, și că cea mai mică adăugare de lumină pentru a ilumina firele micrometrului o făcea să dispară: poziția ei a fost determinată față de steaua Phi Andromedae, de magnitudinea a patra.”
Nebuloasa a fost, însă, subiectă a și mai multe teorii și observații interpretate greșit, de la descoperirea ei timp de 138 de ani. Sir William Herschel a studiat în particular recenta descoperire a lui Méchain în anul 1787, fiind primul care o vede ca alcătuită din „Două nebuloase apropiate; amândouă foarte strălucitoare.” Ipoteza acestuia era aceea că nebuloasa era, de fapt, o nebuloasă dublă cu două compnente în contact. Acesta este, de altfel, și motivul pentru care nebuloasei îi aparțin două denumiri în New General Catalogue, catalogul fiind bazat pe observațiile lui Herschel și ale altor astronomi. Pe data de 12 noiembrie 1787, „a doua componentă” a nebuloasei, H I.193, este numerotată de Herschel.
De asemenea, astronomul anglo-englez William Parsons a suspectat prezența unei structuri spirale în componența obiectului ceresc. În 1866, pionierul spectroscopiei, Sir William Huggins, a supus obiectul unei analize spectroscopice, în cadrul căreia a detectat prezența unui element gazos ipotetic, numit „nebuliu”. Acest element fiind, de fapt, oxigen dublu ionizat (O2+), Huggins a reușit să demonstreze faptul că nebuloasa este de o structură gazoasă.
Isaac Roberts a infirmat teoria conform căreia obiectul ar fi fost alcătuit din două nebuloase de emisie, susținând însă că ea are forma unui inel larg, văzut, de pe Pământ, din lateral. De abia în 1918, Heber D. Curtis a reușit să o clasifice corect drept nebuloasă planetară.

## Structură
Mica nebuloasă a Halterei are și această denumire datorită aseamănării cu Messier 24 (Nebuloasa Halterei) în ceea ce privește regiunea centrală, aceasta fiind, asemenea Nebuloasei M24, de culoare albastru deschis și roșie la extremități. Cel mai probabil, această regiune este un inel de o formă ușor eliptică, căruia, de pe Pământ, i pot vedea marginile de la o deviație de numai câteva grade față de planul său ecuatorial. Expansiunea acestui inel pare să aibă loc la o viteză de 42 km/s. Pe direcția axei perpendiculare pe acest plan ecuatorial, gazul pare să se îndepărteze cu o viteză semnificativ mai rapidă, formând zonele mai puțin strălucitoare ale nebuloasei.

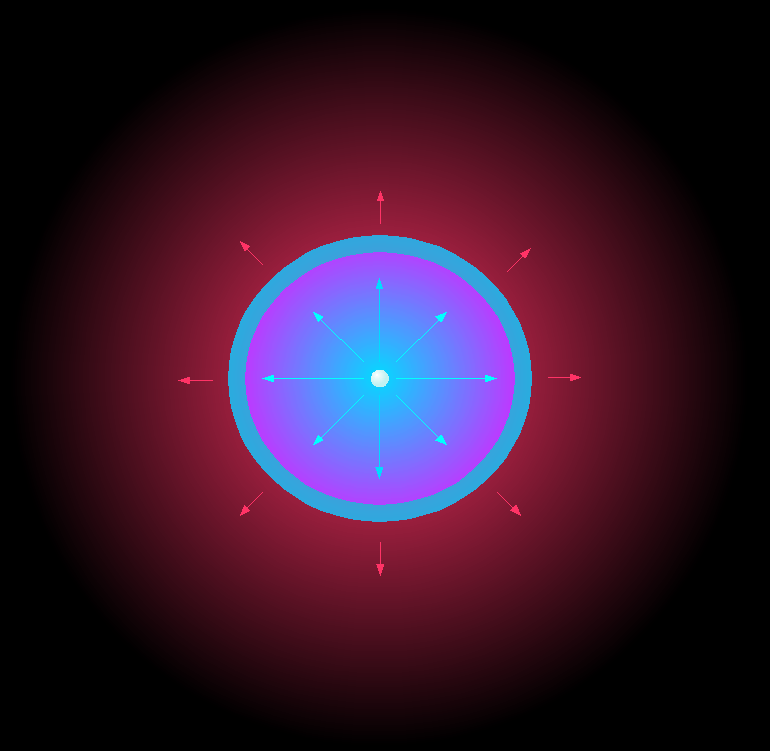
Mecanismul general de formare a nebuloaselor planetare. Săgețile roșii reprezintă vântul stelar încet, iar cele albastre, vântul stelar rapid.

### Formare și evoluție
Ca orice nebuloasă planetară, Mica nebuloasă a Halterei este compusă din materialul pe care o stea de mărime comparabilă cu cea a Soarelui, spre finalul vieții sale, l-a degajat începând cu faza de gigantă roșie, prin intermediul vântului stelar încet, și încheind cu eliminarea întregii materii ce învelește nucleul stelar. Pe parcursul a zeci de mii de ani, steaua muribundă elimină cantități însemnate din această materie, cu timpul pălind și devenind o pitică albă, ceea ce era odată miezul stelei.
Materia expulzată a fost, apoi, încălzită de radiația rămășițelor stelei, formând norii nebuloasei de astăzi. Peste câteva mii de ani, norii se vor risipi, iar, pe parcursul a miliarde de ani, pitica albă se va răci, devenind o pitică neagră.

## Galerie

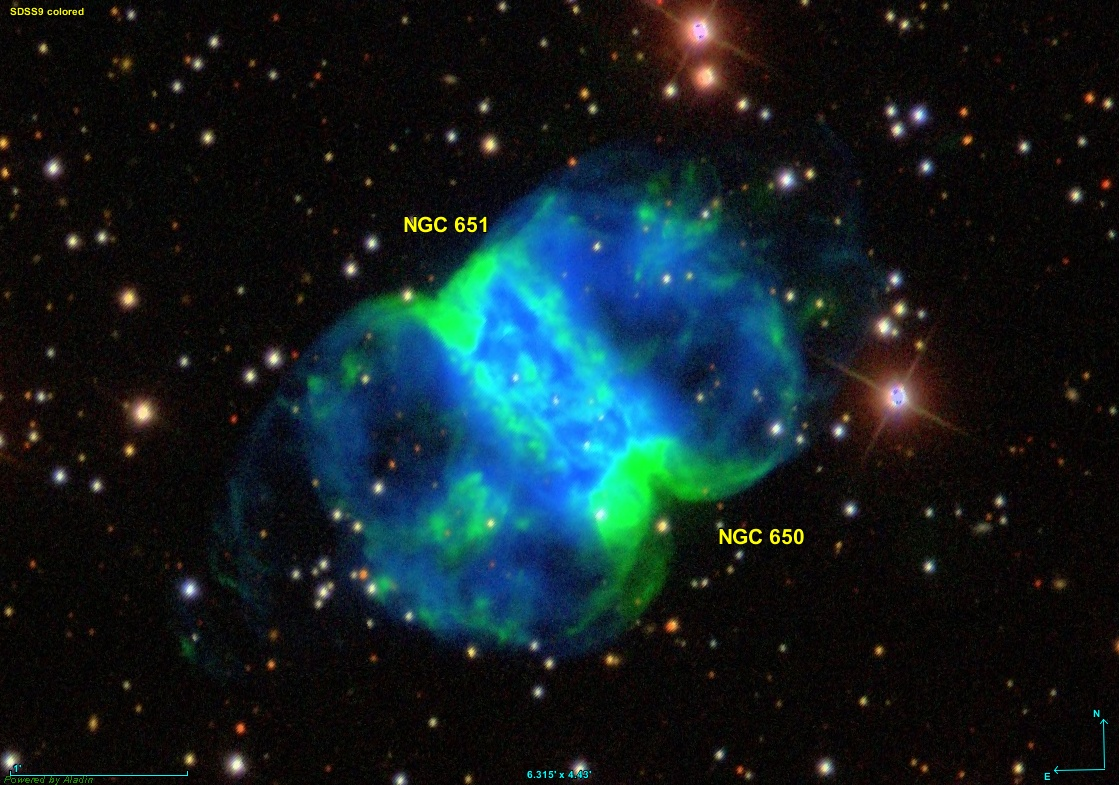
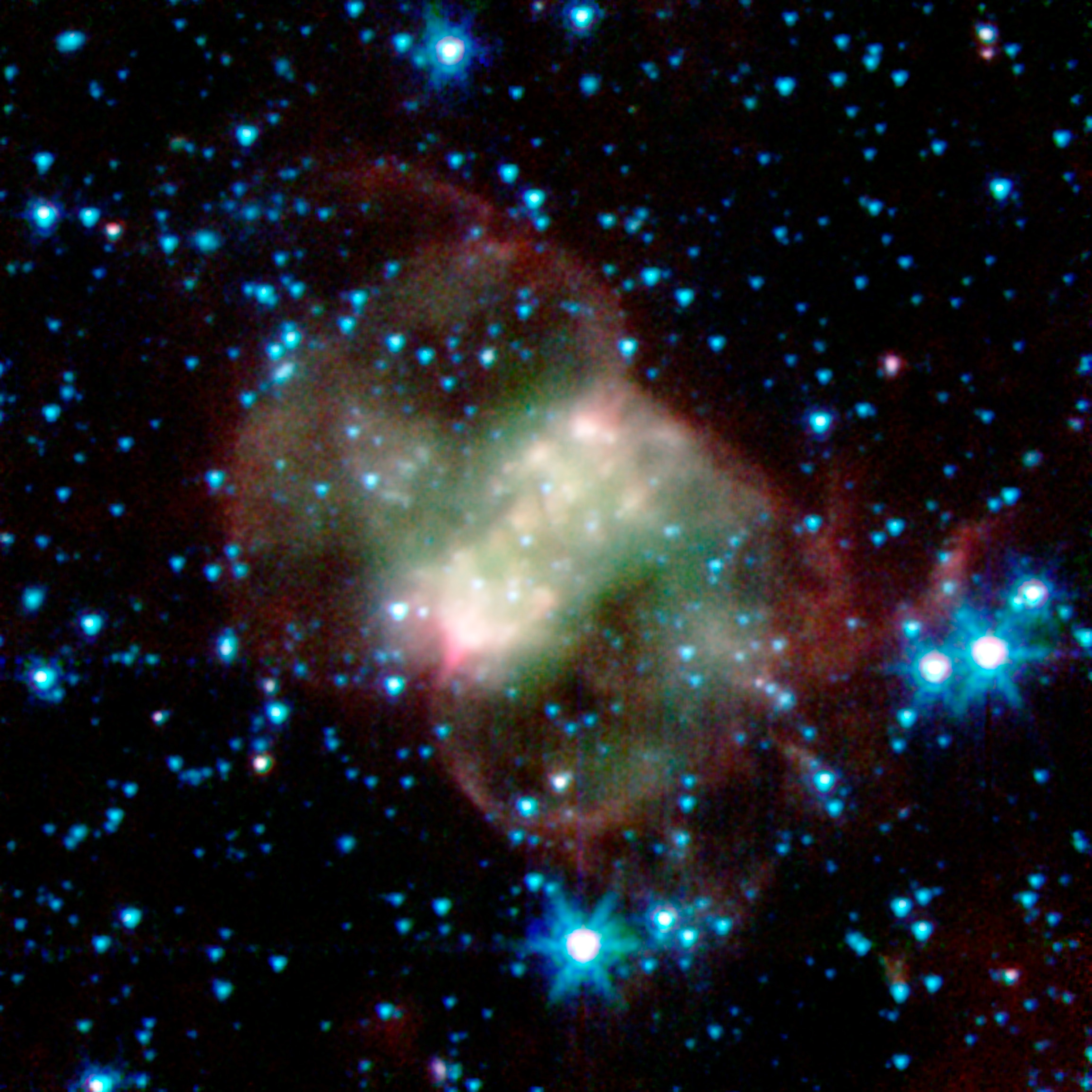
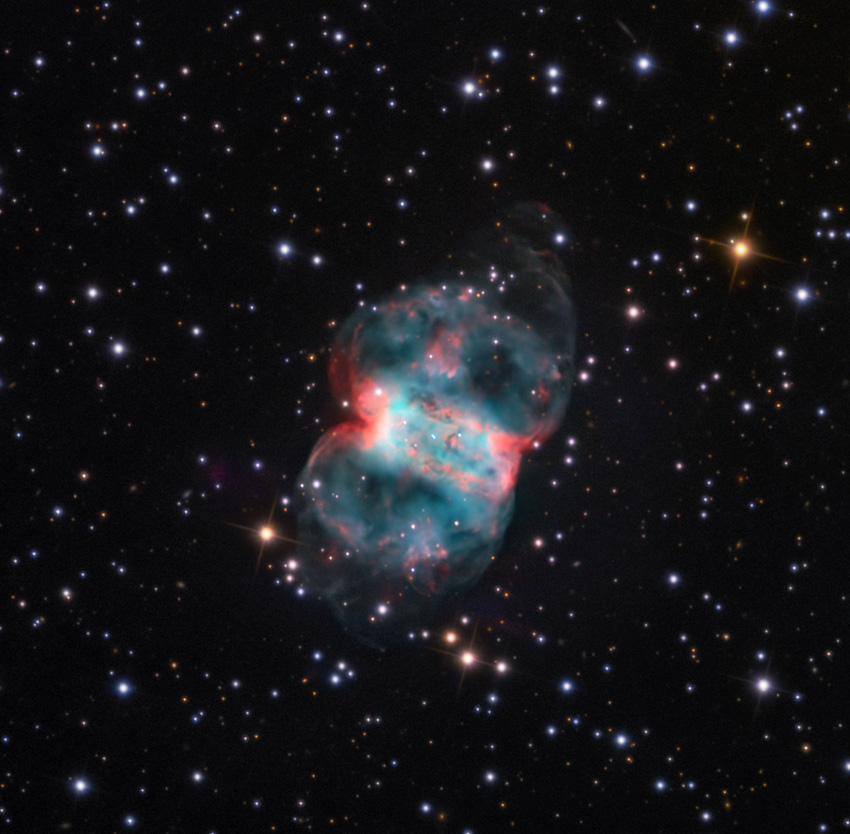